# Pfarrkirche Niederrußbach

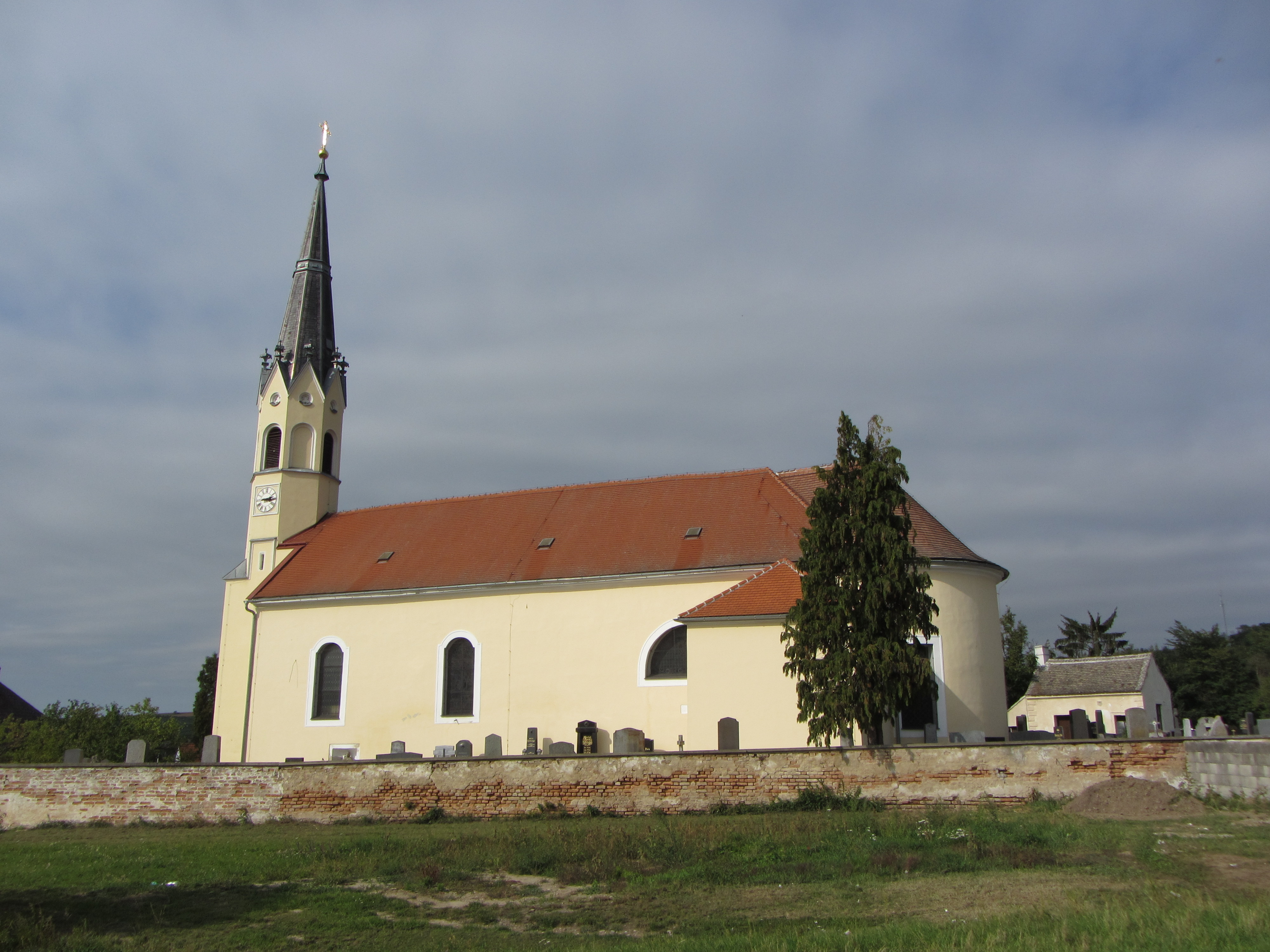
Pfarrkirche hl. Oswald in Niederrußbach

Die römisch-katholische Pfarrkirche Niederrußbach steht in der Ortschaft Niederrußbach in der Gemeinde Rußbach im Bezirk Korneuburg in Niederösterreich. Sie ist dem heiligen Oswald geweiht und liegt im Dekanat Großweikersdorf im Vikariat Unter dem Manhartsberg der Erzdiözese Wien. Das Bauwerk steht unter Denkmalschutz (Listeneintrag).

## Lagebeschreibung
Die Kirche steht im Südosten des Ortes Niederrußbach und liegt etwas erhöht über dem Dorf. Die Kirche ist von einem Friedhof mit Mauer umgeben.

## Geschichte
Die Kirche ist eine im Kern zum Teil mittelalterliche Kirche, die später barockisiert wurde und 1832 vergrößert wurde. nach 1359 wurde Niederrußbach zur Pfarre erhoben, 1715 wurde die Pfarre wiedererrichtet. In den Jahren 1881 bis 1895 erfolgten Renovierungen.

## Architektur

### Kirchenäußeres
Die Kirche ist ein Saalbau mit vorgestelltem gotischem Westturm, der nach oben hin in einen achteckigen Aufsatz übergeht. Die Rundbogenengewände des Portals und der Schallfenster sind profiliert und weisen Maßwerkoculi auf, die am Ende des 19. Jahrhunderts ergänzt wurden. Der Aufsatz wird durch einen markanten Giebelkranz abgeschlossen. Darüber befindet sich ein spitzer, wohl neugotischer Pyramidenhelm. Die Erhöhung des Turmes stammt aus dem Jahr 1881.
Das Kirchenschiff ist ein schlichter Bau  mit zwei Westjochen mit Segmentbogenfenstern aus der ersten Hälfte des 18. Jahrhunderts. Die östliche Erweiterung mit Rundapsis und seitlichen Anbauten stammt aus dem Jahr 1832. Die Wände sind von Halbkreisfenstern durchbrochen. Das nördliche Rundbogenportal stammt aus der Zeit um 1900.

### Kircheninneres
Im Erdgeschoß des Turmes ist ein zweijochiges Kreuzgratgewölbe. Dazwischen befindet sich ein Gurtbogen, der auf Wappenkonsolen ruht. Das Gewölbe stammt aus dem 15. Jahrhundert oder von einem Umbau im Jahr 1522.  Das Langhaus ist ein langgestreckter Saalraum, der in eine Halbkreisapsis übergeht. In den zwei älteren, westlichen Kirchenjochen ist Stichkappentonnengewölbe über Gurten und Wandpfeilern mit Pilastern aus der ersten Hälfte des 18. Jahrhunderts. Die östliche Erweiterung stammt aus dem Jahr 1831 und besteht aus einem quadratischen platzlgewölbten Hauptjoch zwischen tonnengewölbten Zwischenjochen mit Gurtbögen und Wandpfeilergliederung. Die Orgelempore wurde um 1900 erbaut. Die Glasmalerei auf den Fenstern stellt die heilige Maria und die Heilige Familie. Das Bildnis der Maria stammt aus dem Jahr 1893, das der Heiligen Familie aus dem Jahr 1903.

## Ausstattung
Der Hochaltar wurde um 1900 gebaut. Er besteht aus einem neuromanischen Nischenaufbau mit Statuen der Heiligen Oswald, Sebastian und Rochus. Das Kirchengestühl ist barockisierend. Der Taufstein stammt aus der ersten Hälfte des 18. Jahrhunderts und wurde aus Sandstein geschaffen. Es besteht aus einem gebuckelten Becken mit Engelskaryatiden. Die Kirchenfahnen sind aus dem 19. Jahrhundert. Der Schrank in der Sakristei stammt aus dem dritten Viertel des 18. Jahrhunderts. In seinem Rokoko-Aufsatz befindet sich ein Kreuzigungsbild.

## Orgel

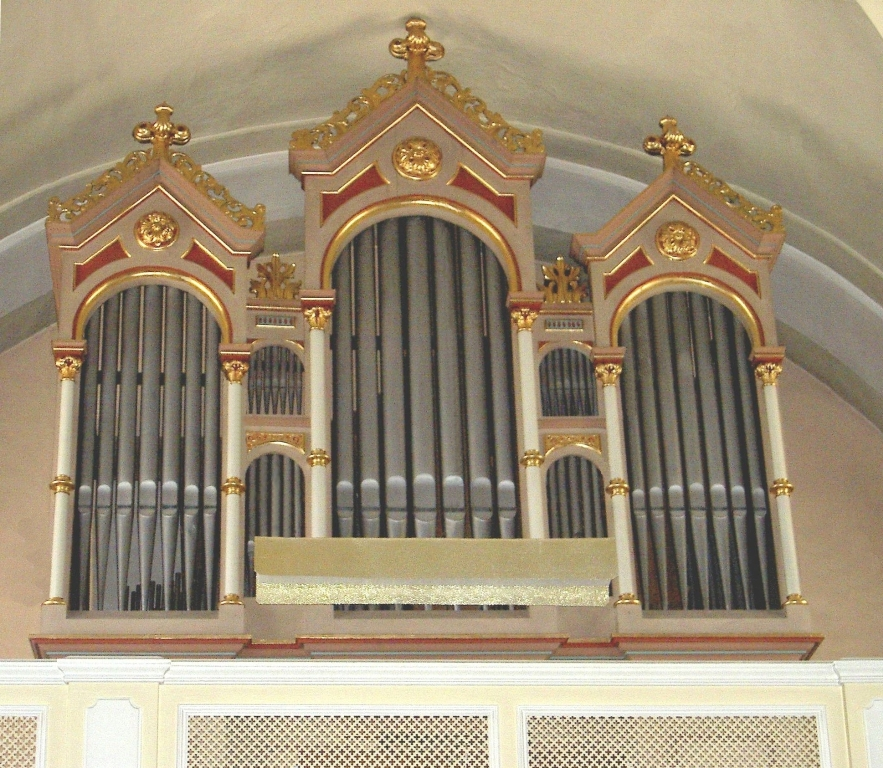
Orgelpositiv

Die Orgel stammt aus dem Jahr 1900 von Franz Capek. Sie hat 12 Register.

## Friedhof
Auf dem Friedhof stehen barocke Steinskulpturen, die wohl erst sekundär als Grabsteine genutzt wurden. Es gibt eine Urlaubergruppe aus der ersten Hälfte des 18. Jahrhunderts, eine Skulptur die „Christus in der Rast“ darstellt, ebenfalls aus der ersten Hälfte des 18. Jahrhunderts. Außerdem steht auf dem Friedhof eine Kreuzigungsgruppe mist Assistenzfiguren aus dem Jahr 1773, eine Pietà aus dem 18. Jahrhundert und Grabkruzifixe aus dem 18. Jahrhundert.